# Арктическая политика Южной Кореи
Арктическая политика Южной Кореи — внешняя политика Южной Кореи по отношению к странам Арктического региона; действия Южной Кореи по вопросам, связанным с ситуацией в Арктике.

## Статус наблюдателя в Арктическом совете
Южная Корея имеет статус наблюдателя в Арктическом совете. Это позволяет ей участвовать в работе 6 групп Арктического совета, занимающихся вопросами устойчивого развития, мониторинга и оценки Арктики, органических загрязнителей и др.

## Интерес к арктическим ресурсам
В Арктическом регионе и бассейне Северного Ледовитого океана содержится около 25 % потенциальных мировых минеральных ресурсов и нефти. Канада претендует на все ресурсы, расположенные в Северо-Западном проходе, поскольку они находятся в пределах исключительной экономической зоны Канады. США рассматривают бассейн Северного Ледовитого океана как общемировое достояние.

## Арктические транспортные маршруты
Значение арктического региона для Южной Кореи связано с возможностью его использования для ускоренной перевозки грузов между Восточной Азией и Европой.